# I AM ア 人間だもん ep.
「I AM ア 人間だもん ep.」（アイ アム ア にんげんだもん イーピー）は、つるうちはなの配信限定シングルである。2011年9月14日に音楽配信サイトでの配信が開始された。

## 概要
シングルとしては2008年発売の「あたしバカ/恋愛」以来3年ぶりで、配信限定というフォーマットは初となる。ジャケットのイラストは、つるうちが3秒ほどで描いたもの。
本作に収録の3曲はいずれもミュージック・ビデオが制作されており、うち2作はつるうち自身が監督・編集を担当したものである。また、表題曲「I AM ア 人間」のミュージック・ビデオで、「出れんの!?サマソニ!?」オーディションに応募しており、投票圏外から勝ち抜き、審査員賞をダブル受賞したうえに「SUMMER SONIC 2011」への出演を果たした。
なお、本作に収録の楽曲はいずれも、音源自体はすでに2010年には存在していた。

## 収録曲
全曲 作詞・作曲：つるうちはな / 編曲：橋口靖正（hello!）
1. I AM ア 人間 [3:02]
  - 表題曲。

「自分は一人の人間であり、それ以上でもそれ以下でもない」というメッセージ性を持たせた楽曲[4]。
1stフルアルバム『つるうちはな』には「I AM ア 人間 (Album ver.)」のアルバム・バージョン、2ndシングル「あいゆうえにい」には「I AM ア 人間〜愛mix〜」というリミックス・バージョンが収録されている[5]。
2. STEP [3:28]
本作収録曲で唯一、1stフルアルバム『つるうちはな』にそのままの音源で収録された楽曲。
3. ちいさなひかり [3:49]
つるうちが10代の頃に書いた楽曲[6]。
1stフルアルバム『つるうちはな』には「ちいさなひかり (Album ver.)」というアルバム・バージョンで収録されている。
アルバム発売後に、TSUTAYA 明文堂書店のCMソングに起用された[7]。これを受け、同店舗での2ndフルアルバム『LOVE』購入特典として本作が収録されたCD-Rが付属していた[8]。